# 涪陵区
涪陵区（ふりょうく）は中華人民共和国重慶市に位置する市轄区。ザーサイの名産地として知られる。また、鎌倉市にある臨済宗の本山、建長寺である蘭渓道隆の故郷でもある。

## 地理
長江の支流・烏江が南から流れ、長江に合流する地点にある。域内には低い山が広がる。重慶市の中で3番目の広さを持っている。

## 歴史
区名は区内を流れる烏江の旧称である涪水と、巴国陵墓の所在地であることから命名された。
周代は巴国の版図であり、戦国時代中期より楚の領土、後に秦が楚を征服すると巴郡を設置された。前277年、枳県が設置され、347年（永和3年）に東晋により涪陵郡が設置された。西魏には合州、隋代には涪州が設置された。元代以降は重慶府涪州として清末まで沿襲された。中華民国が成立すると涪陵県は当初東川道の管轄とされたが、1928年に四川省に改編された。
中華人民共和国が成立すると1950年1月に川東行署涪陵専区が設置され、1968年に涪陵地区と改称、1995年に地区級の涪陵市に改編され、更に1998年6月に重慶市管轄の涪陵区となり現在に至る。

## 行政区画
下部に9街道、16鎮、2郷を管轄する。
- 街道
  - 敦仁街道、崇義街道、茘枝街道、江北街道、江東街道、李渡街道、竜橋街道、白濤街道、馬鞍街道
- 鎮
  - 南沱鎮、青羊鎮、百勝鎮、珍渓鎮、清渓鎮、焦石鎮、馬武鎮、竜潭鎮、藺市鎮、新妙鎮、石沱鎮、義和鎮、同楽鎮、大順鎮、増福鎮、羅雲鎮

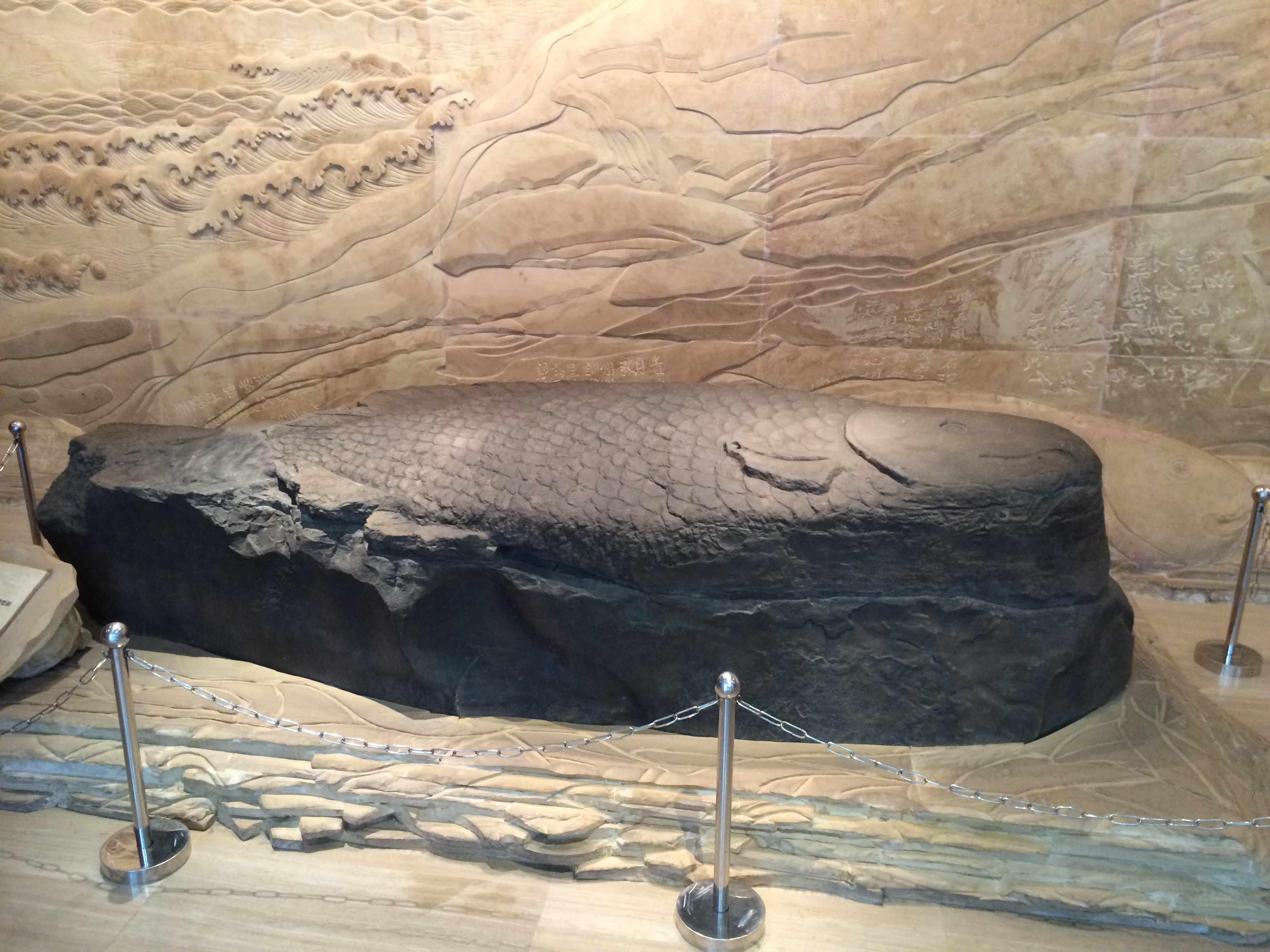
長江川岸の白鶴梁石魚

- 郷
  - 大木郷、武陵山郷

## 交通

### 鉄道
- 渝利線
  - 涪陵北駅
- 渝懐線（中国語版）
  - 涪陵駅

### 道路
- 高速道路
  -  銀百高速道路
  -  石渝高速道路（中国語版）
  -  重慶都市圏環線高速道路（中国語版）
  -  南両高速道路
- 国道
  - G243国道（中国語版）
  - G319国道（中国語版）
  - G348国道（中国語版）
  - G351国道（中国語版）

## 健康・医療・衛生
- 重慶市涪陵中心医院
- 涪陵区中医院
- 涪陵協和医院